# Вільне кохання

Бузкова стрічка Мебіуса — символ немоногамності

Вільне кохання (англ. Free love) — термін, що почав використовуватись в XIX столітті для описання соціального руху, який виступав проти одруження, розглядалося таке ставлення як один із видів бунту.
Зазвичай вільне кохання приймалося за традицію в анархістів та в лібералізмі, у людей, які боролися з системою, впливом політики, церкви щодо відносин між собою. Концепцією такого кохання є відсутність обов'язків, обіцянок та обмежень між парами. Це є свобода чи навіть окремий світ між закоханими, які відсторонюють від своєї ідилії всі закони суспільства, релігії тощо.